# Maire de Détroit
Le maire de Détroit (en anglais: Mayor of Detroit) est le chef de l'exécutif de Détroit dans le Michigan, la onzième ville des États-Unis. Il ou elle est chargé(e) de la direction des agences et départements de la ville dont il nomme les chefs sur avis et approbation du conseil municipal (Detroit City Council), composé de neuf membres. Le bureau du maire est situé à l'Hôtel de ville, le Coleman A. Young Municipal Center. L'actuel maire de Détroit est Mike Duggan, élu le 1er janvier 2014.